# 12279 Laon
A 12279 Laon (ideiglenes jelöléssel 1990 WP4) a Naprendszer kisbolygóövében található aszteroida. Eric Walter Elst fedezte fel 1990. november 16-án.